# Mali Dol (gmina Komen)
Mali Dol – wieś w Słowenii, w gminie Komen. W 2018 roku liczyła 36 mieszkańców.